# Киноклуб

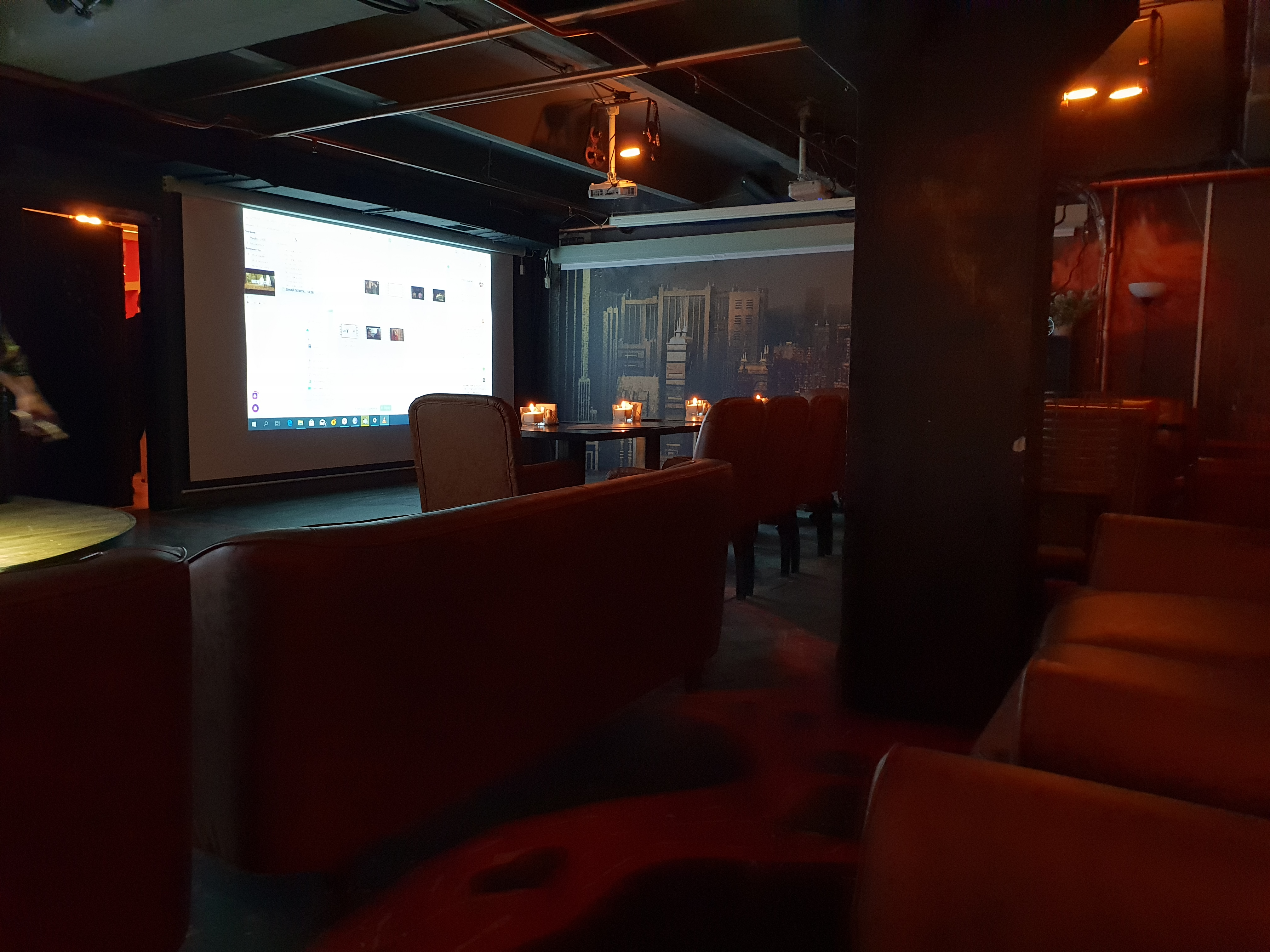
Московский киноклуб короткометражных фильмов Kinolibre

Киноклуб — общественная организация, основной задачей которой являются просмотры и коллективные обсуждения фильмов, изучение киноискусства. Первый киноклуб «Друзья седьмого искусства» возник во Франции в 1920 году по инициативе кинокритика и теоретика кино Риччото Канудо, несколько позже возник «Синеклуб» организованный Луи Деллюком. По словам историка кино Жоржа Садуля, со временем эти киноклубы преобразились и получили распространение: «Размножившись, они объединили вокруг себя наиболее просвещённых зрителей, фанатиков кино, которые устраивали частные просмотры новых фильмов, а затем страстно их обсуждали». К концу периода немого кино только во Франции существовали 20 киноклубов, которые входили в объединение под руководством Жермены Дюлак. Подобные организации любителей кино возникли и в других странах, среди наиболее известных можно назвать: «Фильм фройнде» в Германии, «Филм Арт Гилд» в США, «Фильм-клуб» в Бельгии.
Киноклуб — одна из возможных форм массового кинообразования. Первые киноклубы в России были созданы ещё в 20-х годах XX века. Как правило, в каждой стране киноклубы объединены в национальную федерацию киноклубов. Существует также Международная федерация киноклубов (фр. Fédération Internationale des Ciné-Clubs, англ. International Federation of Film Societies).